# Anna Sandmann
Anna Sandmann (* 14. September 1995) ist eine deutsche Zwei- und Vierspännerfahrerin, die 2019 in Donaueschingen mit der deutschen Equipe Europameisterin im Vierspännerfahren wurde, zusammen mit Michael Brauchle und Georg von Stein.

## Leben
Anna Sandmann wurde am 14. September 1995 als älteste Tochter von Christoph Sandmann und Karin Sandmann geboren. Sie hat zwei jüngere Geschwister, Jan und Paula. Bereits als Vierjährige lernte sie von ihrem Großvater Johannes Sandmann das Fahren mit ihrem Rapp-Gespann, bestehend aus den zwei Welsh A-Ponys Rocket und Blitze. Sie machte eine Lehre zur Bürokauffrau im Betrieb ihres Vaters, der eine Spedition besitzt. Sie lebt in Lähden.

## Sportlaufbahn
Im Team ihres Vaters, dem Vierspännerfahrer Christoph Sandmann, konnte sie schon früh Turniererfahrung sammeln.
Im Januar 2011 startete sie im Ponysport bei einem Turnier in den Niederlanden bei mehreren Springen, nahm aber in der zweiten Jahreshälfte schon an ihrer ersten Senioren-Zweispänner-Weltmeisterschaft in Conty in Frankreich teil und erreichte mit ihrem Gespann Rang 18 in der Einzelwertung.
2015 gewann sie bei der Weltmeisterschaft im Zweispännerfahren in Fábiánsebestyén, Ungarn, zusammen mit Sebastian Warneck und Arndt Lörcher die Bronzemedaille.
2016 trat sie erstmals international mit einem Vierspänner in Ermelo an. Sandmann fährt KWPN-Pferde vom Schlag Tuigpaard. Sie konnte von ihrem Vater das erfahrene Spitzenpferd Wierd, einen dunkelbraunen KWPN-Wallach, übernehmen und startet mit ihm seit 2018 international.
2019 erreichte sie mit ihrem Gespann Bo-Liberator, Fredie U, Gerlandro, Wanita 5 und Wierd bei der Europameisterschaft im Vierspännerfahren in Donaueschingen in der Einzelwertung Platz 5 und mit dem Team die Goldmedaille.
Bei den Europameisterschaften im Vierspännerfahren in Budapest belegte sie 2021 Rang 14.